# Поздеев, Сергей Алексеевич
Сергей Алексеевич Поздеев (род. 25 января 1947, Потсдам) — советский гребец, трёхкратный чемпион СССР (1974, 1975, 1980) и двукратный призёр чемпионатов мира (1974, 1975) по академической гребле. Мастер спорта СССР международного класса (1974). 

## Биография
Родился 25 января 1947 года в немецком городе Потсдам в семье военного. Начал заниматься академической греблей в возрасте 17 лет в ленинградском клубе «Энергия» у Владимира Малика. В дальнейшем в разные годы тренировался под руководством Михаила Рымкевича, Вячеслава Рожкова и Петра Чернова. 
Наиболее значимых результатов добивался в середине и конце 1970-х годов, когда трижды становился чемпионом СССР в классе четвёрок распашных без рулевого. В тот же период времени входил в состав сборной страны, в 1974 и 1975 годах выигрывал серебряные медали чемпионатов мира в той же дисциплине.
Окончил Северо-западный заочный политехнический институт, ГДОИФК им. П. Ф. Лесгафта и Высшую административную школу правительства Санкт-Петербурга. В 1980 году завершил свою спортивную карьеру. В начале и середине 1980-х годов занимался тренерской деятельностью в юниорской сборной СССР и сборной Ленинграда. В 1986–1998 годах работал на различных должностях в аппарате Спортивного комитета Санкт-Петербурга, с 2003 по 2013 год возглавлял одну из территориальных избирательных комиссий города. 
На протяжении многих лет занимается также общественной деятельностью, был первым вице-президентом Федерации гребного спорта России (2012–2020) и президентом Федерации гребного спорта Санкт-Петербурга (2015–2021).